# スイスグランプリ (ロードレース)

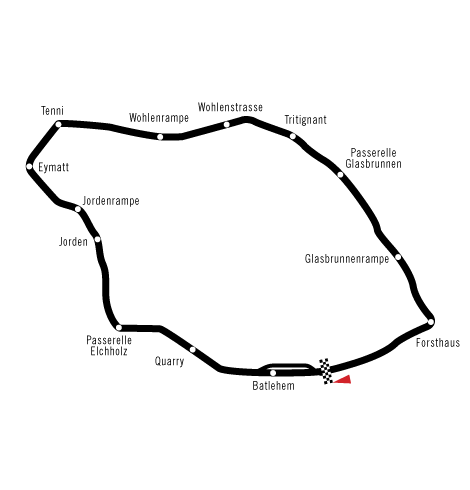
ブレムガルテン・サーキット

スイスグランプリ（スイスGP、Swiss Grand Prix ）は、ロードレース世界選手権の一戦として1949年から1954年までスイスで開催されていたオートバイレースのイベントである。
ロードレース世界選手権がスタートした1949年からカレンダーに組み込まれていたが、1955年のル・マン24時間レースの大事故の影響によりスイス国内でのモータースポーツが禁止されてしまったため、それ以後は開催されていない。
1950年以外はブレムガルテン・サーキットで開催されていた。

## スイスGPの歴代優勝者
| 年   | サーキット     | 125cc                      | 250cc                            | 350cc                            | 500cc                            |
| ---- | -------------- | -------------------------- | -------------------------------- | -------------------------------- | -------------------------------- |
| 1949 | ブレムガルテン | N.パガーニ（モンディアル） | B.ルフォ（モト・グッツィ）       | F.フリース（ベロセット）         | L.グラハム（AJS）                |
| 1950 | ジュネーヴ     |                            | D.アンブロジーニ（ベネリ）       | L.グラハム（AJS）                | L.グラハム（AJS）                |
| 1951 | ブレムガルテン |                            | D.アンブロジーニ（ベネリ）       | L.グラハム（ベロセット）         | F.アンダーソン（モト・グッツィ） |
| 1952 | ブレムガルテン |                            | F.アンダーソン（モト・グッツィ） | G.デューク（ノートン）           | J.ブレット（AJS）                |
| 1953 | ブレムガルテン |                            | R.アームストロング（NSU）        | F.アンダーソン（モト・グッツィ） | G.デューク（ジレラ）             |
| 1954 | ブレムガルテン |                            | R.ホラース（NSU）                | F.アンダーソン（モト・グッツィ） | G.デューク（ジレラ）             |